# Clan Ryūzōji
Le clan Ryūzōji (龍造寺氏, Ryūzōji-shi) prétend descendre de Fujiwara no Hidesato. Il se fait connaître à l'époque Sengoku en combattant dans le nord de Kyūshū. Ses descendants deviennent vassaux du clan Matsudaira d'Aizu et le restent jusqu'à la restauration de Meiji. Le clan est poursuivi et acculé dans l'extrémité sud-ouest du Japon, avec le clan Ōtomo à l'est et le clan Shimazu au sud.

## Source de la traduction
- (ja) « Ryūzōji-shi », sur www.harimaya.com (consulté le 11 octobre 2019).